# Nordische Skiweltmeisterschaften 1927/Teilnehmer (Schweiz)
| Goldmedaillen | Silbermedaillen | Bronzemedaillen |
| ------------- | --------------- | --------------- |
| —             | —               | —               |

Die Schweiz nahm bei den Nordischen Skiweltmeisterschaften 1927 in Cortina d’Ampezzo mit einer Delegation von 5 Athleten teil. 

## Die Teilnehmer und ihre Ergebnisse
| Sportler           | Verein                       | Skilanglauf 18 km | Skilanglauf 50 km | Skispringen K-50 | Nordische Kombination |
| ------------------ | ---------------------------- | ----------------- | ----------------- | ---------------- | --------------------- |
| Ernst Feuz         | Ski-Club Mürren              | ?                 | –                 | 4.               | –                     |
| Hermann Freimann   | Skiclub "Bernina" Pontresina | ?                 | –                 | 30.              | –                     |
| Adolf Rubi         | Skiclub Grindelwald          | 19.               | –                 | 13.              | 4.                    |
| Sepp Schmid        | Skiclub Adelboden            | 34.               | –                 | 7.               | 14.                   |
| Gérard Vuilleumier | La Chaux-de-Fonds            | 40.               | –                 | 22.              | 16.                   |